# Melchior de Polignac (1781-1855)
Pour les articles homonymes, voir Melchior de Polignac (homonymie).
Melchior comte de Polignac de son vrai nom Camille Henri Melchior comte de Polignac, né le 27 décembre 1781 à Versailles et mort le 2 février 1855 à Fontainebleau (Seine-et-Marne), gouverneur du château de Fontainebleau. 

## Biographie
Issu d'une des plus anciennes familles de la noblesse française, la Maison de Polignac, il est le troisième fils de Jules de Polignac (1746-1817), 1er duc de Polignac, et de Gabrielle de Polastron, gouvernante des enfants de France. Il est le frère d'Aglaé de Polignac (1768-1803), duchesse de Gramont, d'Armand de Polignac (1771-1847), 2e duc de Polignac, et de Jules de Polignac (1780-1847), président du conseil en 1829-1830, 3e duc de Polignac.
Très proches du Roi Louis XVI et de la reine Marie-Antoinette, ses parents émigrent dès le début de la Révolution, à l'été 1789. Ils séjournent en Suisse, puis dans la péninsule italienne et à Vienne, où sa mère meurt le 5 décembre 1793, un mois après la reine Marie-Antoinette.
Son père quitte alors l'Autriche pour Saint Petersbourg. 

### Carrière militaire
En 1796, à quinze ans, Melchior de Polignac s'engage dans l'armée russe, jusqu'en 1797 et passe ensuite en Angleterre, comme ses frères. 
Il y sert dans le régiment Dillon, comme enseigne (1803), puis comme lieutenant (1806). À partir de 1810, il sert comme capitaine dans le régiment sicilien, alors que ses deux frères restent prisonniers politiques de Napoléon 1er.
À la première Restauration, en 1814, il regagne la France et sert dans l'armée française comme colonel et aide de camp du duc d'Angoulême. À partir du 20 mars 1815, il sert dans l'armée royale du midi.
À la seconde Restauration, à l'été 1815, il est promu maréchal de camp, tout en redevenant aide de camp du duc d'Angoulême, jusqu'en 1825.
La même année, il est nommé gouverneur du château de Fontainebleau, fonction qu'il exerce jusqu'à la Révolution de 1830. Il rentre alors dans la vie privée.

### Distinctions
- chevalier de l'ordre royal et militaire de Saint Louis
- commandeur de la Légion d'honneur
- grand officier de l'ordre royal et militaire de Saint Ferdinand d'Espagne
- commandeur de l'ordre de Malte

### Mariage et descendance
Il épouse à Londres le 1er octobre 1810 Mademoiselle Marie Calixte Charlotte Alphonsine Le Vassor de La Touche de Beauregard, née le 15 septembre 1781 au Lamentin (Martinique) et morte le 22 juin 1861 à Fontainebleau (Seine-et-Marne), fille de Louis Charles Le Vassor de La Touche et de Calixte Pocquet de Puilhery. Tous deux ont six enfants :
- Jules Antoine Calixte Melchior, comte de Polignac (Londres, 31 août 1812 - château de Mesnil-Voisin, Bouray sur Juine, 3 septembre 1856), capitaine de hussards dans l'armée autrichienne, marié en 1847 avec Clotilde de Choiseul Praslin (1821-1885), fille de César René, comte de Choiseul Praslin, et de Catherine Innocente de Rougé, dont deux filles ;
- Armand Calixte Agénor, comte de Polignac (Paris, 8 novembre 1818 - Fontainebleau, 21 mars 1860), sans alliance ;
- Melchior Henri Jean Alexandre, comte de Polignac (Paris, 16 août 1819 - Paris, 10 juillet 1845), sans alliance ;
- Henri Marie Armand, comte de Polignac (Paris, 23 février 1821 - Warzkoutz, Autriche, 17 avril 1865), marié en 1846 avec la comtesse Louise Marie Anne de Wolframm (1824-1865), dont un fils sans postérité ;
- Gabrielle Émilie Geneviève Georgine de Polignac (Paris, 24 août 1822 - Bouray sur Juine, 30 juillet 1888), mariée en 1861 avec James O'Farrel (1822-1881) ;
- ''Charles'' Marie Thomas Étienne Georges, comte de Polignac (Paris, 21 décembre 1824 - château de Kerbastic, 5 septembre 1881), marié en 1851 avec Caroline Joséphine Le Normand de Morando (1824-1883). dont trois fils : 
  - Guy de Polignac (1852-1901), père de Marie Charles Jean Melchior de Polignac ;
  - Melchior de Polignac (1856-1925) ;
  - Maxence de Polignac (1857-1936), père de Pierre de Polignac, lui même père du prince Rainier III de Monaco[1]